# NGC 6322
NGC 6322 is een open sterrenhoop in het sterrenbeeld Schorpioen. Het hemelobject werd op 1 juni 1834 ontdekt door de Britse astronoom John Herschel.

## Synoniemen
- OCL 1000
- ESO 278-SC6